# تمرینات معنوی

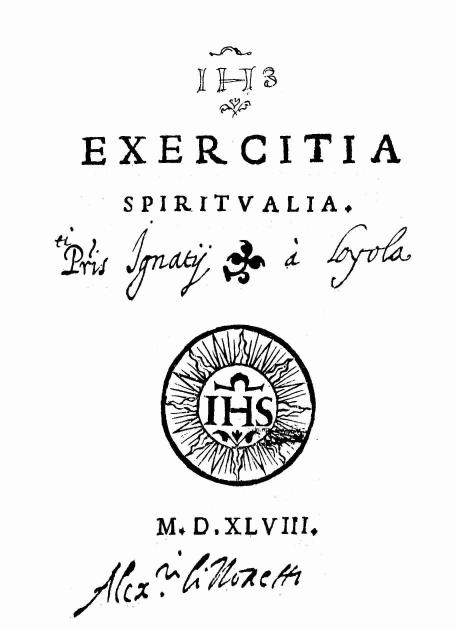
تمرینات معنوی، ۱۵۴۸، چاپ اول توسط آنتونیو بلادیو (رم)

تمرینات معنوی (لاتین: Exercitia spiritualia) تألیف ۱۵۲۲–۱۵۲۴، مجموعه‌ای از مراقبه‌ها، تعمق‌ها و دعاهای مسیحی است که توسط ایگناتیوس لویولا، کشیش اسپانیایی قرن شانزدهم، الهیات و بنیان‌گذار از یسوعی‌ها (یسوعیان) نوشته شده‌است.